# Kompatybilność (informatyka)

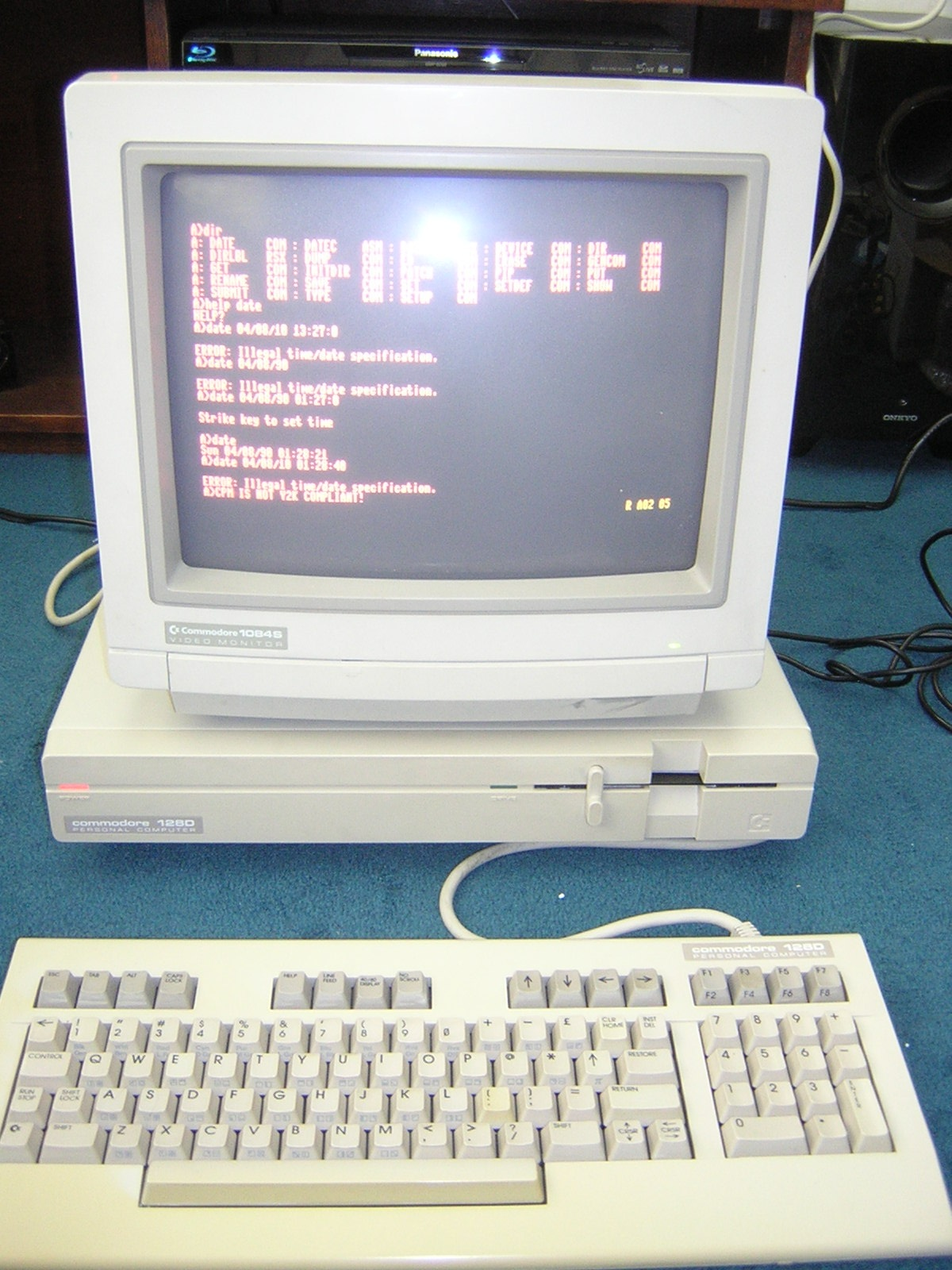
Komputer Commodore 128D, który był kompatybilny ze swoim poprzednikiem (komputerem Commodore 64)

Kompatybilność (ang. compatibility, pol. zgodność) – cecha oprogramowania oraz sprzętu, która umożliwia prawidłową współpracę systemów komputerowych, w szczególności wymianę danych.
Do szczególnych przypadków należą kompatybilność wsteczna (backward compatibility), czyli zgodność ze starszymi wersjami, oraz kompatybilność w przód (forward compatibility), czyli zgodność z planowanymi wersjami przyszłymi. Pierwszy z wymienionych rodzajów jest znacznie łatwiejszy do osiągnięcia niż drugi – głównie ze względu na posiadanie wiedzy o poprzednich wersjach sprzętu i oprogramowania.
Słowo „kompatybilność” jest zapożyczeniem z języka angielskiego (pośrednio z łac. compatibilitas)). Polskim odpowiednikiem angielskiego compatibility jest słowo „zgodność”.